# Mercy Cherono
Mercy Cherono (ur. 7 maja 1991 w Kericho) – kenijska lekkoatletka specjalizująca się w biegach długodystansowych.
Złota medalistka mistrzostw świata juniorów młodszych (2007). Dwukrotna mistrzyni globu w kategorii juniorek w biegu na 3000 m (2008 oraz 2010). Jest pierwszą w historii lekkoatletką, która obroniła tytuł mistrzyni świata juniorek w biegu na 3000 metrów. Srebrna medalistka mistrzostw świata juniorów w biegu na 5000 m (2010). W 2013 sięgnęła po srebro mistrzostw świata. W 2014 zdobyła złoty medal w biegu na 5000 metrów podczas igrzysk Wspólnoty Narodów. Cztery razy stawała na podium mistrzostw świata w biegach przełajowych.
24 maja 2014 w Nassau kenijska sztafeta 4 × 1500 metrów w składzie Cherono, Faith Kipyegon, Irene Jelagat, Hellen Obiri ustanowiła aktualny rekord świata na tym dystansie (16:33,58).

## Osiągnięcia
| Rok  | Impreza                                   | Miejsce        | Konkurencja         | Lokata      | Wynik    |
| ---- | ----------------------------------------- | -------------- | ------------------- | ----------- | -------- |
| 2007 | Mistrzostwa świata w biegach przełajowych | Mombasa        | bieg juniorek       | 23. miejsce | 22:32    |
| 2007 | Mistrzostwa świata juniorów młodszych     | Ostrawa        | bieg na 3000 m      | 1. miejsce  | 8:53,94  |
| 2008 | Mistrzostwa świata juniorów               | Bydgoszcz      | bieg na 3000 m      | 1. miejsce  | 8:58,07  |
| 2009 | Mistrzostwa świata w biegach przełajowych | Amman          | bieg juniorek       | 2. miejsce  | 20:17    |
| 2009 | Mistrzostwa świata w biegach przełajowych | Amman          | drużyna juniorek    | 2. miejsce  |          |
| 2009 | Mistrzostwa Afryki juniorów               | Bambous        | bieg na 3000 m      | 1. miejsce  | 8:54,96  |
| 2009 | Mistrzostwa Afryki juniorów               | Bambous        | bieg na 5000 m      | 2. miejsce  | 16:12,65 |
| 2010 | Mistrzostwa świata w biegach przełajowych | Bydgoszcz      | bieg juniorek       | 1. miejsce  | 18:47    |
| 2010 | Mistrzostwa świata w biegach przełajowych | Bydgoszcz      | drużyna juniorek    | 2. miejsce  |          |
| 2010 | Mistrzostwa świata juniorów               | Moncton        | bieg na 3000 m      | 1. miejsce  | 8:55,07  |
| 2010 | Mistrzostwa świata juniorów               | Moncton        | bieg na 5000 m      | 2. miejsce  | 15:09,19 |
| 2011 | Mistrzostwa Afryki w biegach przełajowych | Kapsztad       | bieg seniorek       | 1. miejsce  | 27:13    |
| 2011 | Mistrzostwa Afryki w biegach przełajowych | Kapsztad       | drużyna seniorek    | 1. miejsce  |          |
| 2013 | Mistrzostwa świata                        | Moskwa         | bieg na 5000 m      | 2. miejsce  | 14:51,22 |
| 2014 | IAAF World Relays                         | Nassau         | sztafeta 4 × 1500 m | 1. miejsce  | 16:33,58 |
| 2014 | Igrzyska Wspólnoty Narodów                | Glasgow        | bieg na 5000 m      | 1. miejsce  | 15:07,21 |
| 2014 | Mistrzostwa Afryki                        | Marrakesz      | bieg na 5000 m      | 5. miejsce  | 16:08,81 |
| 2015 | Mistrzostwa świata                        | Pekin          | bieg na 5000 m      | 5. miejsce  | 15:01,36 |
| 2016 | Igrzyska olimpijskie                      | Rio de Janeiro | bieg na 5000 m      | 4. miejsce  | 14:42,89 |

## Rekordy życiowe
- bieg na 1500 metrów – 4:01,26 (2015)
- bieg na 2000 metrów – 5:35,65 (2009)
- bieg na 3000 metrów – 8:21,14 (2014)
- bieg na 5000 metrów – 14:33,95 (2016)